# Old Rottenhat
Old Rottenhat je čtvrté sólové studiové album britského hudebníka Roberta Wyatta, vydané v roce 1985 u vydavatelství Rough Trade Records. Nahráno bylo nejprve v roce 1984 ve studiu West 3 Studios v Actonu a později v roce 1985 pak v Acre Lane Sudios v Brixtonu. Autorskou obalu alba je Wyattova manželka Alfreda Benge a je věnováno Michaelu Bettanymu

## Seznam skladeb
Autorem všech skladeb je Robert Wyatt.
| Pořadí | Název                        | Délka |
| ------ | ---------------------------- | ----- |
| 1.     | Alliance                     | 4:24  |
| 2.     | The United States of Amnesia | 5:50  |
| 3.     | East Timor                   | 2:52  |
| 4.     | Speechless                   | 3:37  |
| 5.     | The Age of Self              | 2:50  |
| 6.     | Vandalusia                   | 2:44  |
| 7.     | The British Road             | 6:23  |
| 8.     | Mass Medium                  | 4:43  |
| 9.     | Gharbzadegi                  | 7:54  |
| 10.    | P.L.A.                       | 2:31  |

## Obsazení
- Robert Wyatt – zpěv, různé nástroje